# Gemeentelijke Plantsoenendienst Den Haag

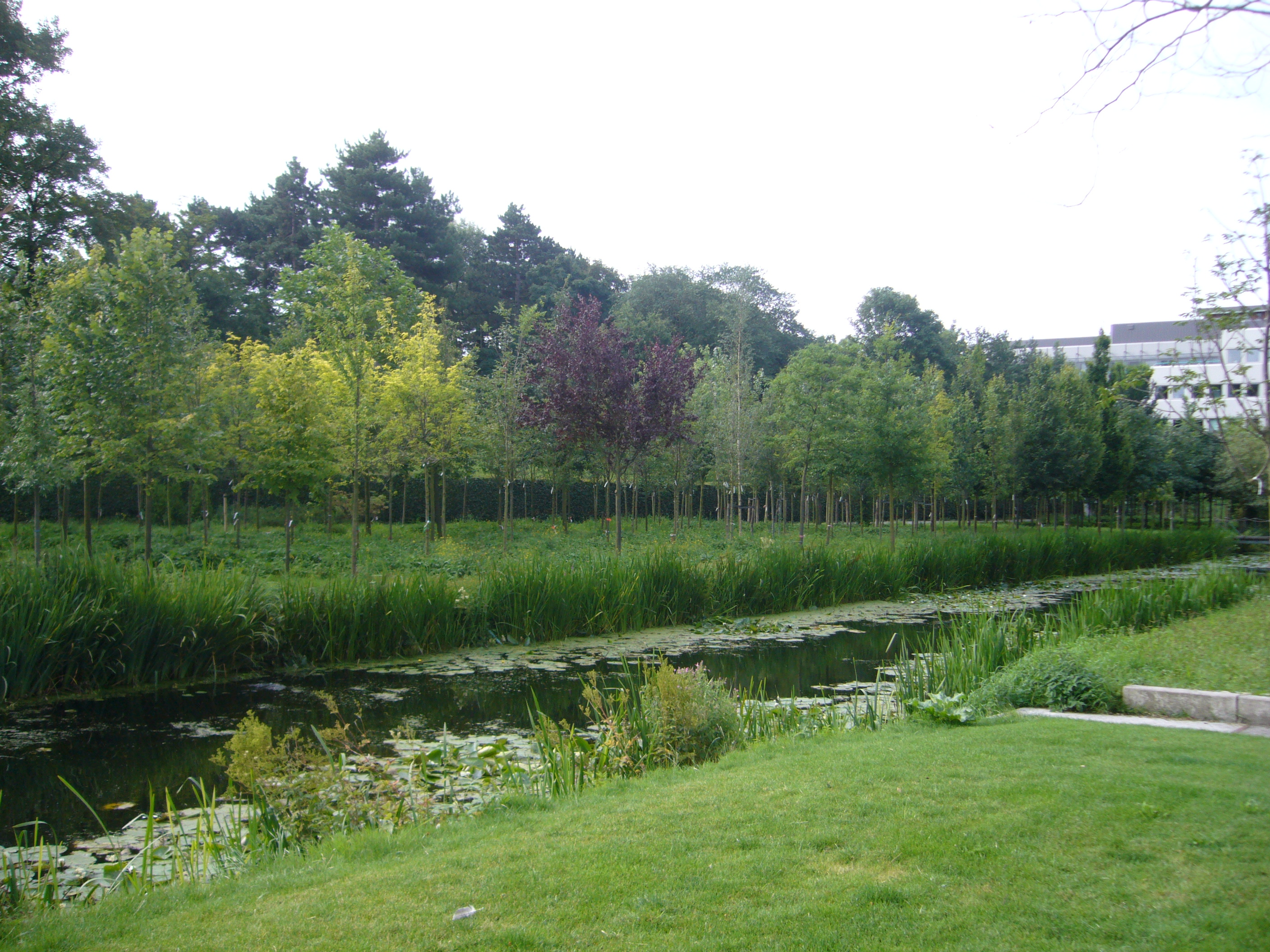
Kwekerij aan de oostkant van de Sprang

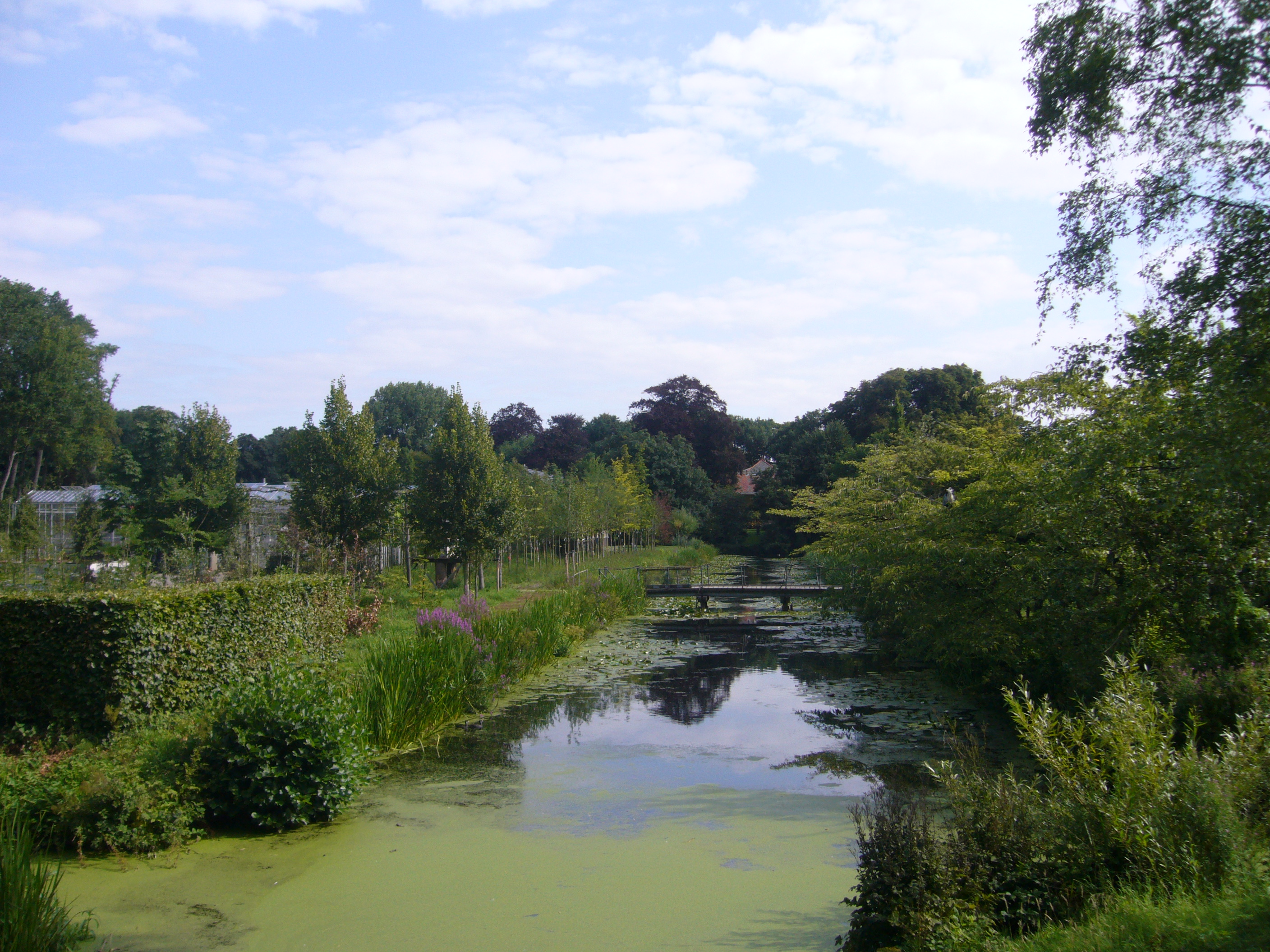
Kassen aan de westkant van de Sprang

De Gemeentelijke Plantsoenendienst Den Haag is een voormalige gemeentelijke dienst van deze stad, die soms 'Groene stad aan Zee' wordt genoemd. De dienst heeft bestaan van 1909 - 1974. Sindsdien is de Dienst Stadsbeheer (DSB) verantwoordelijk voor het groenbeheer in Den Haag, in het bijzonder het onderdeel Groenbedrijf Den Haag. Het budget wordt over de zeven stadsdeelkantoren verdeeld, en ieder stadsdeelkantoor moet minimaal 50% van dat budget via Groenbedrijf Den Haag uitgeven. Voor de rest van de werkzaamheden kunnen buitenstaanders worden aangetrokken.

## De kwekerijen
In de 19e eeuw lagen in het duingebied bij Den Haag verschillende kwekerijen: Bierlap, Kijfhoek, Meyendel en Westduin, alle behorend tot de kroondomeinen. Deze kwekerijen produceerden voor de Haagse landgoederen. Rond 1850 was de heer Starink hier bezig met het opnieuw kweken van dennen, zelfs met buitenlandse zaden, hetgeen niet lukte. Ook in de polder waar later het Zuiderpark zou komen en in een groot deel van het latere Sint-Hubertuspark waren kwekerijen. 
In het begin van de 20e eeuw kwamen deze kwekerijen in handen van de gemeente Den Haag.
De huidige kwekerij is aan de Kwekerijweg in het huidige Sint-Hubertuspark. Het is een oud duingebied tussen de Van Alkemadelaan en het voormalige hoofdkantoor van de KLM aan de Raamweg. Het gebied werd in de crisisjaren afgegraven voor de bouw van Rotterdam. Om het zand te vervoeren, werd de Sprang verbreed. Deze waterader ontwatert het gebied (nu deels sportvelden) en loopt door de kwekerij en onder het Ministerie van Verkeer & Waterstaat door naar Het Kanaal.

## De directeuren

#### Pieter Westbroek 1907 - 1925
De Plantsoenendienst in Den Haag werd in 1907 opgericht en Pieter Westbroek werd de eerste directeur. Hij woonde met zijn ouders in het Zwitsers chalet naast de gemeentelijke kwekerij, omdat zijn vader voordien reeds voor de gemeente werkte. Onder Pieter Westbroek werd eerst het Frederik Hendrikplein (1909), Prins Mauritsplein en het Statenplein aangelegd. Marlot wordt in 1916 gebouwd en door veel groen omgeven. 
In 1922 volgde het grote Westbroekpark, dat net na zijn dood werd geopend. 
Als H.P. Berlage in 1908 opdracht krijgt een nieuwe woonwijk te ontwerpen, integreert Berlage een groot volkspark van ruim 100 ha in zijn ontwerp. Toch duurt het tot 1923 voordat de gemeente begint met de aanleg van het Zuiderpark, waarmee die kwekerij verdwijnt. De plannen voor de aanleg het Zuiderpark worden op 5 maart 1923 goedgekeurd.

#### Westbroek Jr 1925 - 1927
Pieter Westbroek wordt opgevolgd door zijn zoon, die met de aanleg van het Zuiderpark begint.

#### Simon Doorenbos 1927 - 1957
Westbroek werd opgevolgd door Simon Doorenbos. 
Zijn eerste grote opdracht was het ontwikkelen van het Sint-Hubertuspark. Samen met architect Co Brandes maakt hij in 1931 een inrichtingsplan voor het gebied, waar ook enkele huizen gebouwd zouden worden.

Doorenbos heeft ook het Zuiderpark afgemaakt, waar in het midden van de jaren twintig al mee was begonnen. Ook deed hij de herinrichting van de 17e-eeuwse tuin bij het Hof van Wouw samen met Catharina Polak Daniels.
Doorenbos was voorzitter van de Nederlandse Dendrologische Vereniging (NDV) van 1928-1962. In 1978 liet de NDV de zilveren S.G.A. Doorenbospenning slaan en reikte deze aan Doorenbos uit. Sindsdien wordt de penning om de vijf jaar doorgegeven, en de vorige eigenaar krijgt een bronzen replica.

#### Isaac Rijnveld 1957 - 1974
Half Kijkduin werd tijdens de oorlog vernietigd, en ook in de omgeving veranderde veel door het aanleggen van de Atlantikwall. Tussen 1954 en 1961 hield Rijnveld als adjunct-directeur zich bezig met de herinrichting van de Segbroekpolder, waar het kampeerterrein van de Camping Ockenburg kwam. 
De Haagse Plantsoenendienst had in de jaren zestig 340 hoveniers in dienst en evenzovele andere werknemers. Er werd ook gebruikgemaakt van boomchirurgen, de eerste was de Firma Copijn.
In 1969 kwam recreatiegebied Madestein tot stand. In dit gebied werd ook een heempark aangelegd, een educatief park dat bedoeld is om de begroeiing van de verschillende soorten duingebieden te reconstrueren.
Tijdens een storm in april 1973 sneuvelden 60 bomen langs de Scheveningseweg. Het duurde een week voordat door de stormploeg alles geruimd was, en dit bleek een goede gelegenheid voor het vernieuwen van de trambaan.

#### Henk J. Bos 1974 - 1984

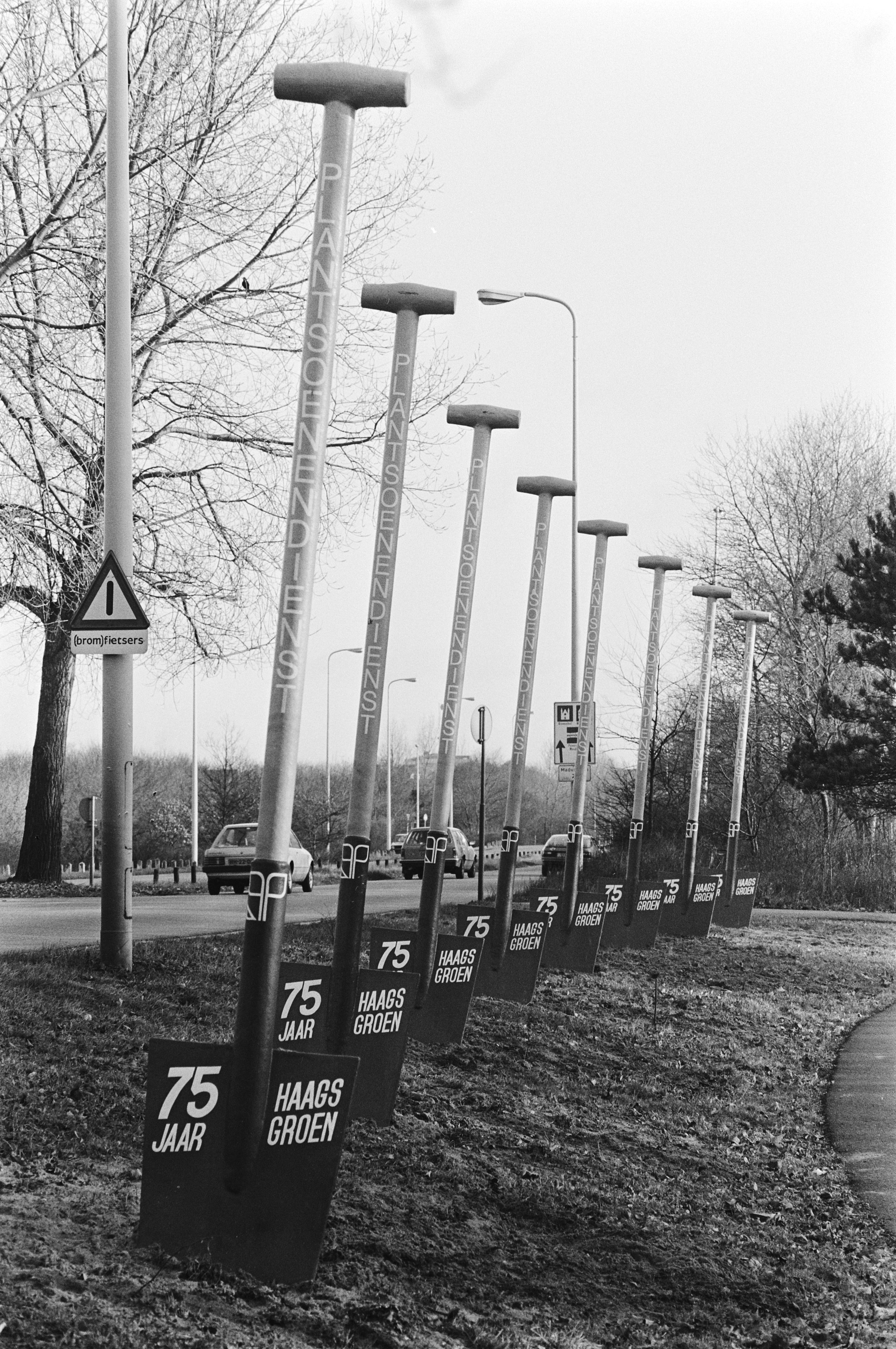
Kunstwerk van acht 4½ meter hoge schoppen ter gelegenheid van 75 Jaar Plantsoenendienst

In 1974 werd Henk Bos (8 december 1921 - 14 november 2009) directeur van de Plantsoenendienst en bestuurslid van de Haagse Natuurbescherming A.V.N. Hij heeft zich beziggehouden met de inrichting van de Uithof en het laatste deel van Madestein. Ook het Hyacintenbos in Ockenburg had zijn speciale aandacht, hij heeft ervoor gezorgd dat het Zuid-Hollands Landschap het beheer overnam. In 1982 vierde de Plantsoenendienst haar 75-jarig bestaan. Verspreid over de stad werden, naar ontwerp van Roel Koopman, acht 4,45 meter hoge schoppen geplaatst. Sinds 1983 staan ze gezamenlijk opgesteld langs de Prof. B.M. Teldersweg Scheveningse Bosjes. Wat bedoeld was als tijdelijk, werd -doordat het publiek eraan gehecht raakte- een permanente plaatsing.
Na het vertrek van Henk Bos werd de Plantsoenendienst opgeheven en werden de taken overgenomen door de voorloper van het huidige Groenbedrijf Den Haag. 
Het heempark in De Uithof werd naar hem vernoemd en heet nu het Heempark H.J. Bos.

## Boswachters
De Plantsoenendienst had vroeger boswachters in dienst die toezicht in de bossen hielden. Zij werden de eerste slachtoffers van de bezuinigingen in al in de tijd van Henk Bos begonnen. Hij heeft erg bepleit de boswachters aan te houden. De gemeente heeft er nog enkelen in dienst, zij vallen nu onder de afdeling Leefbaarheid & Toezicht.

## 100 jaar
In 2009 was er een tentoonstelling in het Haagse stadhuis over '100 Jaar Haags Groen'. De tentoonstelling werd geopend door de Haagse PvdA wethouder Rabin S. Baldewsingh en voormalig directeur van de Plantsoenendienst Henk Bos. Tegelijk was het 25 jaar geleden dat de Plantsoenendienst werd opgeheven.